# Megachile flavihirsuta
Megachile flavihirsuta är en biart som beskrevs av Mitchell 1930. Megachile flavihirsuta ingår i släktet tapetserarbin, och familjen buksamlarbin. Inga underarter finns listade i Catalogue of Life.